# Terquavion Smith
Terquavion Lamont Smith (Greenville, 31 de dezembro de 2002) é um jogador norte-americano de basquete que atualmente joga pelo Philadelphia 76ers da National Basketball Association (NBA) e pelo Delaware Blue Coats da G-League.
Ele jogou basquete universitário pela Universidade Estadual da Carolina do Norte.

## Carreira universitária
Smith frequentou a Farmville Central High School em Farmville, Carolina do Norte. Em sua última temporada, ele foi escolhido como o Jogador de Basquete do Ano da Carolina do Norte. Ele se comprometeu a jogar basquete universitário pela Universidade Estadual da Carolina do Norte (NC State).
Como calouro na NC State, Smith foi titular em 25 dos 32 jogos e teve médias de 16,3 pontos, 4,1 rebotes e 2,1 assistências. Ele acertou 96 arremessos de três pontos, que foram o quarto maior número por um calouro na história da ACC. Originalmente, ele se inscreveu no draft da NBA de 2022; no entanto, ele retirou seu nome e voltou para a NC State para seu segundo ano.

## Carreira profissional
Após não ser selecionado no draft da NBA de 2023, Smith assinou um contrato de duas vias com o Philadelphia 76ers em 1º de julho de 2023. Em 3 de fevereiro de 2024, Smith marcou 17 pontos em uma partida contra o Brooklyn Nets.

## Estatísticas da carreira

### NBA

#### Temporada regular
| Ano     | Equipe       | PJ | PT | MPJ | AP   | 3P   | LL   | RT | AS | BR | TO | PPJ |
| ------- | ------------ | -- | -- | --- | ---- | ---- | ---- | -- | -- | -- | -- | --- |
| 2023–24 | Philadelphia | 16 | 0  | 5.3 | .391 | .371 | .600 | .3 | .8 | .5 | .0 | 3.3 |

### Universitário
| Ano      | Equipe   | PJ | PT | MPJ  | AP   | 3P   | LL   | RT  | AS  | BR  | TO | PPJ  |
| -------- | -------- | -- | -- | ---- | ---- | ---- | ---- | --- | --- | --- | -- | ---- |
| 2021–22  | NC State | 32 | 25 | 31.6 | .398 | .369 | .698 | 4.1 | 2.1 | 1.3 | .5 | 16.3 |
| 2022–23  | NC State | 34 | 34 | 33.6 | .380 | .336 | .701 | 3.6 | 4.1 | 1.4 | .4 | 17.9 |
| Carreira | Carreira | 66 | 59 | 32.6 | .389 | .352 | .699 | 3.8 | 3.0 | 1.3 | .4 | 17.1 |